# Etopozyd
Etopozyd (łac. Etoposidum) – półsyntetyczna pochodna podofilotoksyny o działaniu cytostatycznym. Należy do leków fazowo-specyficznych (działa w interfazie). Jego mechanizm działania nie jest do końca poznany. Wiadomo, że działanie etopozydu opiera się na następujących mechanizmach: zrywanie jednoniciowego i dwuniciowego DNA, hamowanie topoizomerazy II, tworzenie wolnych rodników oraz hamowanie wbudowywania tymidyny do DNA.

## Zastosowanie
- ostre białaczki
- ziarnica złośliwa i chłoniaki nieziarnicze
- rak jądra
- drobnokomórkowy rak płuc
- rak jajnika
- rak kory nadnerczy
- siatkówczak

## Działania niepożądane
- supresja szpiku
- nudności i wymioty (o lekkim lub średnim nasileniu)
- skurcz oskrzeli
- zapalenie błon śluzowych
- uczucie niesmaku w ustach
- łysienie (u 50% pacjentów)
- wtórne białaczki

## Drogi podania i dawkowanie
Etopozyd najczęściej podawany jest dożylnie we wlewie trwającym około 2 h lub doustnie (kapsułki).

## Preparaty
Etoposide – Ebewe, Lastet, Vepesid